# Подгайнов, Степан Ильич
Степан Ильич Подгайнов (19 ноября 1915 года — 22 июня 1980 года) — советский артиллерист, участник Великой Отечественной войны, гвардии лейтенант, Герой Советского Союза.

## Биография
Родился Подгайнов Степан Ильич 19 ноября 1915 года на станции Баланда (ныне город Калининск Саратовской области) в семье бедного крестьянина. После окончания 6 классов средней школы работал на Баландинском спиртзаводе, в то же время продолжал своё обучение на вечернем рабфаке. В 1937 году начал службу в армии. В 1940 году окончил годичные военно-политические курсы и вступил в ВКП(б).
Воевал на Западном фронте Великой Отечественной войны. В начале войны был в должности комиссара артиллерийской батареи. 14 августа 1941 года получил тяжёлое ранение, до конца года поправлял здоровье в госпитале. Вышел из госпиталя ограниченно годным 2-й степени, проходил дальнейшую службу в тыловой части под Новосибирском. С июня 1943 года сражался на фронте, к июлю 1943 года был командиром 4-й батареи 276-го гвардейского лёгкого артиллерийского полка 23-й гвардейской лёгкой артиллерийской бригады 5-й артиллерийской дивизии прорыва 4-го артиллерийского корпуса прорыва. Участвовал в Курской битве, в ходе которой 5 и 7 июля 1943 года артиллерийское подразделение Подгайнова успешно отражало атаки танков и пехоты противника, несмотря на неравные силы.
Подгайнову Степану Ильичу указом Президиума Верховного Совета СССР от 16 ноября 1943 году присвоено звание Героя Советского Союза.
В 1946 году Подгайнов по состоянию здоровья уволен в отставку. Жил и работал в Калининске. Умер в 1980 году.

## Награды и звания
- Звание Героя Советского Союза с вручением ордена Ленина и медали «Золотая Звезда» (№ 1542) 16 октября 1943 года;
- орден Александра Невского;
- орден Отечественной войны 2 степени;
- орден Красной Звезды;
- медали.

## Память
- Именем Подгайнова названа улица в Калининске.
- 30 ноября 2015 года территории средней образовательной школы № 2 в Калининске Саратовской области открыта мемориальная доска[1].